# Silene foetida subsp. foetida
Silene foetida subsp. foetida (Silene-da-Estrela) é uma subespécie de planta com flor pertencente à família Caryophyllaceae. 
A autoridade científica da subespécie é Link, tendo sido publicada em Neues J. Bot. 2(1): 99 (1807).

## Portugal
Trata-se de uma subespécie presente no território português, nomeadamente em Portugal Continental. Só pode ser encontrada nos afloramentos rochosos do andar superior da Serra da Estrela, acima dos 1.500m de altitude. Pode ser observada no Geopark Estrela.
Em termos de naturalidade é endémica da região atrás referida.

## Protecção
Não se encontra protegida por legislação portuguesa ou da Comunidade Europeia.